# Got LIVE if you want it!
got LIVE if you want it! er den tredje officielle EP fra The Rolling Stones. EP'en blev udgivet i 1965. Optagelserne fandt sted i Liverpool og Manchester under gruppens engelske turné i marts måned 1965. 
got LIVE if you want it! fik en 7. plads på den engelske single charts. EP'en blev ikke udgivet i USA, men tre af sangene kom med på de amerikanske udgaver af albummene Out of Our Heads og December's Children (And Everybody's) også fra 1965.
EP'en var ude af handlen i årtier, indtil ABKCO Records i 2004 udgav den som del af en boxserie ved navn Singles 1963-1965.

## Spor
1. "We Want The Stones" (Nanker Phelge) – 0:13
  -  Det er publikummet der synger "We want The Stones!"
2. "Everybody Needs Somebody To Love" (Solomon Burke/Jerry Wexler/Bert Russell) – 0:36
  -  En meget forkortet version af sangen.
3. "Pain In My Heart" (Naomi Neville) – 2:03
4. "Route 66" (Bobby Troup) – 2:36
5. "I'm Moving On" (Hank Snow) – 2:13
  -  Numrene 4 og 5 blev senere udgivet kun på den amerikanske December's Children (And Everybody's).
6. "I'm Alright" (Mick Jagger/Keith Richards) – 2:22
  -  Senere udgivet på den amerikanske version af Out of Our Heads.